# Canarie (danse)
Pour les articles homonymes, voir Canarie.
La canarie est une danse de la Renaissance qui serait originaire des Îles Canaries, d'où son nom. Elle est notamment décrite par Thoinot Arbeau dans son Orchésographie (1589) et par Livio Lupi da Caravaggio (1607).

## Présentation
La canarie est une danse de bal autant que de théâtre, interprétée le plus souvent en couple, qui se caractérise par le thème dramaturgique du « sauvage ». La danse serait originaire des Canaries.
Elle apparaît au XVIe siècle et figure notamment dans les mascarades, en Espagne, en Italie ou en France, avant de disparaître après le XVIIe siècle.
Dans son Tesoro de la lengua castellana o española (1611), Covarrubias indique qu'il s'agit d'une sorte de saltarello qui vient des îles Canaries. Juan de Esquivel Navarro (de) l'inclut dans le répertoire de danses à enseigner dans les écoles mais n'en donne pas de description détaillée.
Dans Tout est bien qui finit bien, William Shakespeare évoque son caractère fougueux et passionné (acte II, scène 1) : « Make you dance canary with sprightly fire and motion » (« Dansez la canarie avec feu et animation »).

## Caractéristiques
En Italie, la canarie est introduite dans la seconde moitié du XVIe siècle et correspond à une danse rapide, à 
 ou à 
, traitée comme une séquence de balletto.
En France, c'est à l'origine une danse de bal, de mesure binaire, à , au mouvement « extrêmement vite » et au caractère « brusque ». Elle est très en vogue au XVIe siècle.
Chorégraphiquement, la canarie se compose de frappés au sol (sur le premier temps de chaque mesure), de glissements de pied, de marque pied et marque talon, et comprend des improvisations libres des partenaires qui ont pour objet de figurer « un jeu galant entre deux indigènes ». Thoinot Arbeau la décrit dans son Orchésographie (1589) en soulignant que ses pas sont « gaillards et néanmoins étranges, bizarres et ressentent fort le sauvage à voir le plaisir qu'y prennent les spectateurs ». 
Au XVIIe siècle, la danse évolue en France : elle passe à deux temps ternaire, ne comprend plus de frappés au sol mais s'enrichit de nombreux pas et figures de belle danse. La canarie devient une danse « brillante et techniquement difficile », avec cabrioles, tours et battus.
Avec sa mesure vive et son rythme pointé qui l'entraînent « vers une interprétation endiablée », la canarie est souvent comparée à la gigue, même si Jean-Jacques Rousseau considère que son mouvement est plus rapide que celui de la gigue.

## Exemples
La plus ancienne canarie connue se trouve dans l'anthologie de Fabritio Caroso, Nabiltà di dame (1600).
En musique, la canarie s'intègre notamment dans la suite instrumentale et dans les ballets français. Plusieurs compositeurs baroques ont utilisé son rythme distinctif dans quelques pièces, comme la gigue de la Suite française en do mineur de Jean-Sébastien Bach (ainsi que dans la septième variation des Variations Goldberg).
Michael Praetorius, Henry Purcell, Jean-Baptiste Lully, François Couperin, Georg Muffat et Johann Sigismund Kusser ont composé des canaries, ainsi que Jean-Philippe Rameau, Louis Couperin et Jacques Champion de Chambonnières,,,.